# Уеймът и Портланд (община)
Община Уеймът и Портланд (на английски: Weymouth and Portland District) е една от осемте административни единици в област (графство) Дорсет, регион Югозападна Англия. Населението на общината към 2010 година е 63 532 жители разпределени в множество селища на територия от 41.80 квадратни километра. Административен и стопански център на общината е град Уеймът.

## География
Уеймът и Портланд е малка по площ община, разположена в южната част на графството по крайбрежието към Английския канал по известен с наименованието Ла Манш. Намира се насред бреговата линия известна като „Юрски бряг“ („Jurassic Coast“), който е част от световното природно наследство под егидата на ЮНЕСКО. Общината обхваща малка територия около курортния град Уеймът и разположения в непосредствена близост остров Портланд. Островът е свързан със сушата посредством тясна и дълга плажна ивица наречена Чесил Бийч, която е сред най-интересните природни образувания в кралството.
На острова е разположена модерната база на Националната плавателна академия, която ще домакинства ветроходните дисциплини на предстоящата лятна олимпиада през 2012 година в Лондон.
По-големи населени места на територията на общината:
| селище      | на английски | население (2010) |
| ----------- | ------------ | ---------------- |
| Уеймът      | Weymouth     | 51 130           |
| Форчънсуел  | Fortuneswell |                  |
| Ийстън      | Easton       |                  |
| Уайк Риджис | Wyke Regis   | 5458             |